# ماري بروفينسير
ماري بروفينسير (بالفرنسية: Marie Prouvensier)‏ مواليد 12 مارس 1994، هي لاعبة كرة يد فرنسية تلعب كجناح أيمن. مثلت منتخب فرنسا لكرة اليد للسيدات.

## سجل المنافسة
شاركت في البطولات التالية:
- بطولة العالم لكرة اليد للسيدات 2015
- بطولة أوروبا لكرة اليد للسيدات 2014

## روابط خارجية
- ماري بروفينسير على موقع الاتحاد الأوروبي لكرة اليد (الإنجليزية)
- ماري بروفينسير على موقع الدوري الفرنسي لكرة اليد للسيدات (الفرنسية)
- ماري بروفينسير على موقع أوليمبيديا (الإنجليزية)